# يوهانس موزر
يوهانس موسر (بالألمانية: Johannes Moser)‏ هو عازف تشيلو ألماني، ولد في 14 يونيو 1979 في ميونخ في ألمانيا.

## وصلات خارجية
- الموقع الرسمي
- يوهانس موزر على موقع IMDb (الإنجليزية)
- يوهانس موزر على موقع ميوزك برينز (الإنجليزية)
- يوهانس موزر على موقع أول ميوزيك (الإنجليزية)
- يوهانس موزر على موقع ديسكوغز (الإنجليزية)